# Sinik
Thomas Gérard Idir (Parijs 26 juni 1980), beter bekend als Sinik, is een Franse rapper. Hij werd geboren in het 14e arrondissement van Parijs. Zijn moeder is Frans en zijn vader komt uit Algerije. Het grootste gedeelte van zijn jeugd bracht hij door in Ulis Essonne. Zijn bekendste nummer is l'Assassin, dat tevens zijn beruchte bijnaam geworden is in het battle-circuit.

## Biografie
Het grootste gedeelte van zijn jeugd bracht hij door in Ulis Essonne. In 1996 begint hij samen met zijn jeugdvrienden Agoudjil Djamel, Oudjehih Anis en Lalmi Tarek de rapgroep L'Amalgame. De groep veranderde in de loop der tijd, en veranderde haar naam in Ul'Team Atom. In 2000, na veel mixtapes te hebben uitgebracht, bracht Sinik zijn eerste undergroundtape uit, genaamd Malsain, op het label 3.5.7. In 2001 ontmoette hij Karim et Nabil, met wie hij het label Six o Nine opzet.
Op 25 januari 2005 kwam zijn eerste album La Main sur le cœur uit, onder het label Warner. Met meer dan 200 000 verkochte exemplaren werd dit bekroond met een dubbele gouden plaat. Op dit album stond zijn grote hit l'Assassin, waarmee hij nationaal doorbrak.
Zijn tweede officiële album, Sang Froid, kwam uit op 3 april 2006. Op dit album werd samengewerkt met rappers van grote naam, zoals Kool Shen, Tunisiano of Kanya Samet. Omdat er meer dan 400 000 albums werden verkocht, werd dit bekroond met dubbel goud.
Sindsdien staat Sinik de laatste jaren bekend als een van de grootste namen in de Franse rapscene. Hij verzorgt regelmatig een bijdrage op albums of mixtapes, of neemt deel aan verschillende MC-Battles. Doordat Sinik bij battles erom bekendstaat zijn tegenstanders verbaal te verscheuren, kreeg hij de bijnaam l'Assassin, dat moordenaar betekent. In 2006 was hij, na Diam's, de best verkochte rapper.

## Discografie
Albums en mixtapes:
- 2000 - Malsain
- 2002 - Artiste triste
- 2004 - En attendant l'album
- 2005 - La main sur le cœur (25 januari 2005)
- 2006 - Sang froid  (3 april 2006)
- 2007 - Le côté malsain (16 april 2007)
- 2008 - le toit du monde (maart 2008)
- 2009 - Ballon D'or (26 december 2009)
- 2011 - Le Coté Malsain (6 juni 2011)